# Christian Theodor Roth
Christian Theodor Roth (* 28. März 1766 in Münster; † 13. April 1848 in Friedberg) war ein deutscher Pädagoge und Fachautor.

## Leben
Christian Theodor Roth wurde als drittes von 19 Kindern des Pfarrers Benjamin Roth zu Münster in der Grafschaft Solms-Hohensolms-Lich geboren. 1784 begann er ein Studium an der Universität Gießen, u. a. Philosophie bei Andreas Böhm, sowie evangelische Theologie, Kirchengeschichte und Dogmatik bei Johann Christoph Friedrich Schulz, Johann Georg Rosenmüller, Ludwig Benjamin Ouvrier und Johann Georg Bechtold. Er befreundete sich mit dem späteren Juristen und Hauslehrer Friedrich Ludwig Gerland und dem gleichaltrigen Friedrich Heinrich Christian Schwarz. 1787 nahm er eine Stelle als Hauslehrer in Biedenkopf an und wechselte 1789 in gleicher Funktion nach Frankfurt am Main. 1790 übernahm er für zwei Jahre die Leitung eines privaten Erziehungsinstituts in Grünberg. 1792 wurde er zum Rektor der Lateinischen Schule (Augustinerschule) in Friedberg ernannt und nahm seinen Wohnsitz in der Stadt; im selben Jahr wurde er von der Universität Gießen promoviert.
1817 übernahm er als Direktor und Professor die Leitung des neu begründeten evangelischen Schullehrerseminars in der ehemaligen Burgkanzlei neben dem südlichen Burgtor in Friedberg, an dem er in den Fächern Religion, Pädagogik, Methodik und Geschichte unterrichtete. Das Seminar unterstand zunächst einer Schulkommission in der Landeshauptstadt Darmstadt; ab 1825 der Oberaufsicht des Kirchen- und Schulamtes in Gießen. 1835 wurde Roth Mitglied der Bezirksschulkommission des Kreises Friedberg. Nachdem er 1837 zum Oberschulrat befördert worden war, trat er mit Ministerialentschließung vom 26. März 1841 in den Ruhestand. Sein Nachfolger (bis 1864) wurde Wilhelm Curtmann, Direktor der Realschule in Offenbach am Main. Roth starb nach kurzer Krankheit im Alter von 82 Jahren und wurde auf dem Friedberger Friedhof beigesetzt. Die Stadt Friedberg benannte den Rothweg nach ihm.
Roth verfasste Lehrbücher und zahlreiche pädagogische und historische Schriften. Ab 1809 war er Mitarbeiter der Jenaischen Allgemeinen Literatur-Zeitung. Seine besonderen Anliegen waren unter anderem die Verbesserung der Ausbildung und Stellung der Volksschullehrer und die Einschränkung der Beaufsichtigung der Schulen durch die Geistlichkeit.
Roth war mit Wilhelmine, geborene Hoffmann, verheiratet; sie starb 1844 in Bad Salzhausen. Von den zahlreichen Kindern der Eheleute überlebten Roth nur der Sohn Wilhelm, der ebenfalls Seminarlehrer wurde, und eine Tochter.

## Mitgliedschaften und Auszeichnungen
- 1785 Mitglied der wissenschaftlichen Gesellschaft in Gießen
- 1790 Mitglied des korrespondierenden literarischen Cirkels in Mainz
- 1811 Ehrenmitglied des Museums zu Frankfurt am Main
- 1813 Gründungsmitglied der Friedberger Hilfsgesellschaft
- 1841 Ritterkreuz des Verdienstordens Philipps des Großmütigen

## Schriften (Auswahl)
- Beyträge für die Geschichte der Wetterau. Herausgegeben von Roth und Schazmann. Erstes Heft (das ist alles Erschienene). Mit einer illuminierten Ansicht. B. Körner, Frankfurt am Main 1801.
- Lehrbuch der Geschichte für die oberen Classen von Gelehrtenschulen, Bd. 1( 1809), Bd. 2 (1811).
- Lehr- und Lesebuch für die Volksschulen, Bd. 1 (1825), 2 (1839).